# Chimie supramoleculară

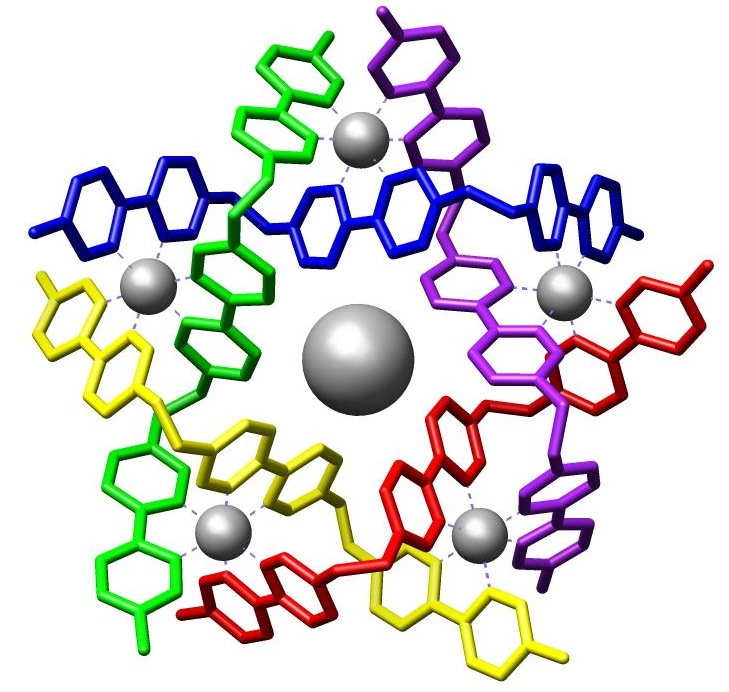
Exemplu de agregat supramolecular: dublu helicat circular, auto-asamblat

Chimia supramoleculară este o ramură a chimiei care are ca studiu sistemele chimice alcătuite dintr-un număr mare de subunități sau componente moleculare. Forțele responsabile de aceste organizări spațiale pot varia de la slabe (interacții intermoleculare, interacții electrostatice sau legături de hidrogen) la puternice (legături covalente), depinzând de anumiți factori. În timp ce chimia tradițională se concentrează mai mult pe legăturile covalente, chimia supramoleculară examinează interacțiile necovalente, mai slabe și reversibile, ce apar între molecule. Printre acestea se numără legăturile de hidrogen, legăturile coordinative metalice, forțele hidrofobe, forțe van der Waals, interacțiile pi-pi și efectele electrostatice.